# Pelochyta cinerea
Pelochyta cinerea là một loài bướm đêm thuộc phân họ Arctiinae, họ Erebidae.